# Alexandra Ívarsdóttir
Alexandra Helga Ívarsdóttir (Reykjavík, 10 agosto 1989) è una modella islandese.
È fidanzata con il calciatore islandese Gylfi Sigurðsson, centrocampista o attaccante del Valur della nazionale di calcio dell'Islanda.

## Carriera
Ha vinto il titolo di Miss Islanda 2008, ed ha rappresentato l'Islanda a Miss Mondo 2008 a Johannesburg, in Sudafrica, dove ha vinto il titolo di Miss Mondo Sport, che le ha permesso di accedere automaticamente alle semifinali del concorso. Alla fine la Ívarsdóttir si è piazzata fra le prime quindici finaliste.